# Европско првенство у атлетици у дворани 1973 — бацање кугле за мушкарце
Такмичење у бацању кугле у мушкој конкуренцији на 4. Европском првенству у атлетици у дворани 1973. одржано је 11. марта 1973. године у Арени Ахој у Ротердаму, Холандија.
Титулу европског првака освојену на Европском првенству у дворани 1972. у Греноблу није бранио троструки првак Хартмут Бризеник из Источне Немачке.

## Земље учеснице
Учествовало је 12 атлетичара из 8 земаља.
1. Бугарска (1)
2. Западна Немачка (2)
3. Источна Немачка (1)
4. Совјетски Савез (2)
5. Уједињено Краљевство (2)
6. Финска (1)
7. Чехословачка (2)
8. Шведска (1)

## Рекорди
Извор:
| Рекорди пре почетка Европског првенства у дворани 1973.     | Рекорди пре почетка Европског првенства у дворани 1973. | Рекорди пре почетка Европског првенства у дворани 1973. | Рекорди пре почетка Европског првенства у дворани 1973. | Рекорди пре почетка Европског првенства у дворани 1973. | Рекорди пре почетка Европског првенства у дворани 1973. |
| ----------------------------------------------------------- | ------------------------------------------------------- | ------------------------------------------------------- | ------------------------------------------------------- | ------------------------------------------------------- | ------------------------------------------------------- |
| Светски рекорд                                              | Џорџ Вуд                                                | САД                                                     | 21,27                                                   | Њујорк, САД                                             | 23. фебруар 1973.                                       |
| Европски рекорд у дворани                                   | Хартмут Бризеник                                        | Источна Немачка                                         | 20,67                                                   | Гренобл Француска                                       | 12. март 1972.                                          |
| Рекорди европских првенстава                                | Хартмут Бризеник                                        | Источна Немачка                                         | 20,67                                                   | Гренобл Француска                                       | 12. март 1972.                                          |
| Најбољи светски резултат сезоне у дворани                   | Џорџ Вуд                                                | САД                                                     | 21,27                                                   | Њујорк, САД                                             | 23. фебруар 1973.                                       |
| Најбољи европски резултат сезоне у дворани                  | Герд Лохман                                             | Источна Немачка                                         | 20,41                                                   | Зенфтенберг Источна Немачка                             | 24. фебуар 1973.                                        |
| Рекорди после завршеног Европског првенства у дворани 1973. |                                                         |                                                         |                                                         |                                                         |                                                         |
| Нових рекорда није било.                                    |                                                         |                                                         |                                                         |                                                         |                                                         |

## Освајачи медаља
|                              |                             |                          |
| Јарослав Брабец Чехословачка | Герд Лохман Источна Немачка | Јаромир Влк Чехословачка |

## Резултати

### Финале
Извор:
| Пласман | Атлетичарка      | Земља                | Резултат | Белешка |
| ------- | ---------------- | -------------------- | -------- | ------- |
|         | Јарослав Брабец  | Чехословачка         | 20,29    | НР      |
|         | Герд Лохман      | { Источна Немачка    | 20,12    |         |
|         | Јаромир Влк      | Чехословачка         | 19,68    |         |
| 4.      | Римантас Плунге  | { Совјетски Савез    | 19,48    |         |
| 5.      | Рикард Брух      | Шведска              | 19,29    |         |
| 6.      | Валчо Стојев     | Бугарска             | 19,29    |         |
| 7.      | Џефри Кејпс      | Уједињено Краљевство | 19,26    |         |
| 8.      | Фердинанд Шладен | Западна Немачка      | 19,05    | ЛРд     |
| 9.      | Мајкл Винч       | Уједињено Краљевство | 18,52    |         |
| 10.     | Мати Ирјела      | Финска               | 18,03    | ЛРд     |
| 11.     | Анатолиј Јарош   | Совјетски Савез      | 17,78    |         |
| 12.     | Герд Штајнес     | Западна Немачка      | 17,69    |         |

## Укупни биланс медаља у бацању кугле за мушкарце после 4. Европског првенства у дворани 1970—1973.
|    | Земља           |   |   |   |    |
| -- | --------------- | - | - | - | -- |
| 1. | Источна Немачка | 3 | 2 | 0 | 5  |
| 2. | Чехословачка    | 1 | 0 | 2 | 3  |
| 3, | Пољска          | 0 | 1 | 0 | 1  |
| 3, | Совјетски Савез | 0 | 1 | 0 | 1  |
| 5. | Француска       | 0 | 0 | 1 | 1  |
| 5. | Шведска         | 0 | 0 | 1 | 1  |
|    | Укупно {6}      | 4 | 4 | 4 | 12 |

|    | Атлетичар        | Земља           |     |   |   |   |
| -- | ---------------- | --------------- | --- | - | - | - |
| 1. | Хартмут Бризеник | Источна Немачка | 3   | 0 | 0 | 3 |
| 2. | Јарослав Брабец  | Чехословачка    | ' 1 | 0 | 1 | 2 |